# Degersjön (naturreservat)
Degersjön är ett naturreservat i Umeå kommun i Västerbottens län.
Området är naturskyddat sedan 2007 och är 180 hektar stort. Reservatet ligger omkring Degersjön och består av  gammal granskog.